# Orden de Kim Il-sung
La Orden de Kim Il-sung (en hangul, 김일성훈장; McCune-Reischauer, Kimilsŏng hunchang) es una condecoración de Corea del Norte que lleva el nombre de Kim Il-sung, el primer líder del país. Es la orden más alta de las que otorga Corea del Norte, junto con la Orden de Kim Jong-il, y solo superada por el título honorífico, de Héroe del Trabajo.
La orden fue instituida en 1972 durante una reforma del sistema de honores de Corea del Norte. Su historia no se conoce completamente, pero la condecoración inicialmente era redonda, se cambió a un diseño de estrella de cinco puntas más tarde, la imagen de Kim Il-sung se actualizó en 2012.
Los destinatarios pueden ser individuos u organizaciones que hayan contribuido a la causa del comunismo. Se otorga tradicionalmente el 15 de abril, el Día del Sol, el cumpleaños de Kim Il-sung. Se otorgan relativamente pocos, con un total de al menos 600, para resaltar el alto estatus simbólico de la orden. Los destinatarios incluyen a Kim Jong-il, quien lo recibió cuatro veces. Se suponía que iba a recibir el primer premio en 1972, pero según fuentes de Corea del Norte, inicialmente se negó.

## Historia

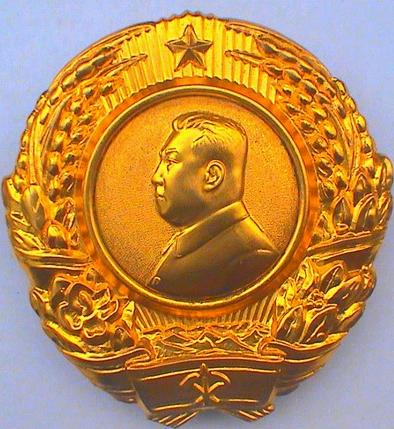
Primer modelo de la Orden de Kim Il-sung (1972 ~ 1990s)

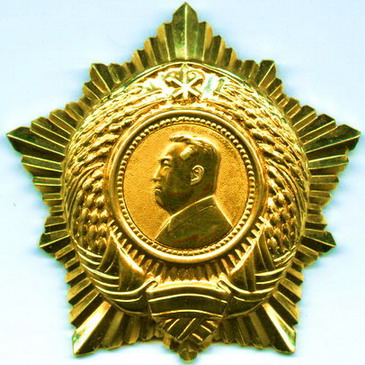
Segundo modelo (1990s ~ 2012)

El sistema de órdenes, condecoraciones y medallas de Corea del Norte experimentó períodos de expansión y estancamiento durante las décadas de 1950 y 1960, pero a principios de la década de 1970 se realizaron importantes adiciones. Entre estas modificaciones, la más importante fue la adición de la Orden de Kim Il-sung a la lista de títulos. La orden fue creada el 20 de marzo de 1972 con motivo del 60.º aniversario del nacimiento de Kim Il-sung. Aproximadamente al mismo tiempo, Corea del Norte también comenzó a otorgar relojes con el autógrafo de Kim Il-sung. Según fuentes norcoreanas, la idea de la Orden de Kim Il-sung se originó con Kim Jong-il. Asimismo, se afirma que Kim Jong-il iba a ser el primer destinatario de la orden, pero la rechazó y recibió el honor recién en 1979.
En 2012, todas las órdenes con la imagen de Kim Il-sung, incluida la Orden de Kim Il-sung, se rediseñaron con una imagen más moderna de Kim. En algún momento de la década de 1990, la orden se había convertido en una estrella de cinco puntas, siendo anteriormente redonda. Es posible que todas las versiones antiguas hayan sido retiradas y cambiadas por la nueva.
La Orden de Kim Il-sung es similar en apariencia a la Orden soviética de Lenin. Excepcionalmente, la Orden de Kim Il-sung fue la única orden estatal que lleva el nombre de un gobernante vivo desde sus inicios hasta el establecimiento de la Orden de Turkmenbashi.

## Estatuto
La orden se otorga tradicionalmente anualmente el 15 de abril, el cumpleaños de Kim Il-sung. Se otorga por «servicios destacados a la República de la nación coreana y el comunismo».
De todas las órdenes de Corea del Norte, es la que se otorga con más moderación, lo que refleja su alto estatus simbólico. Tan solo 600 personas han sido galardonadas con esta condecoración.
La Orden de Kim Il-sung es la más alta de las órdenes que actualmente concede la República Popular Democrática de Corea, junto con la Orden de Kim Jong-il, que lleva el nombre de Kim Jong-il, aunque el título de Héroe del Trabajo es considerado superior. Le sigue en el orden de precedencia la Orden de la Bandera Nacional, la orden más antigua del país.
Hay premios relacionados llamados Premio Kim Il-sung, así como premios para jóvenes y niños.

## Descripción
La Orden es una estrella dorada de cinco puntas de 67 mm de largo y 65 mm  de ancho.
En su anverso se puede observar el retrato de Kim Il-sung sonriendo en el centro de una espiga dorada de arroz, sobre una estrella dorada de cinco puntas. La parte superior de la orden presenta el emblema del Partido de los Trabajadores de Corea y en la parte inferior está representado la bandera de Corea del Norte. En el reverso está grabado el texto: «Orden de Kim Il-sung» junto con un número de serie y un alfiler para sujetar la condecoración a la ropa.
La medalla en miniatura que la acompaña tiene una estrella de cinco puntas en el centro de una placa dorada, que mide 33 mm de ancho y 10 mm de largo, y tiene un alfiler en la parte posterior.